# Limay (folyó)
A Limay egy folyó Argentínában. Neve a mapucse nyelvből ered, jelentése „tiszta (folyó)”.

## Leírás
A Limay folyó Argentína középső részétől délre, Patagónia északi részén folyik. Az Andok keleti lejtőinél elhelyezkedő, 765 méteres magasságban elterülő Nahuel Huapí-tóból ered, annak legkeletebbi végénél, majd Río Negro és Neuquén tartományok határát alkotva, fő folyásirányát tekintve északkeleti irányba haladva 430 km után éri el Neuquén tartomány fővárosát, Neuquént, ahol a Neuquén folyóval egyesül, a kettő együtt pedig Río Negro néven folyik tovább az Atlanti-óceán felé. Legjelentősebb mellékfolyója a Collón Curá.
Átlagos vízhozama 650 m³/s, vízjárása az egyenetlen évi csapadékeloszlás ellenére viszonylag kiegyenlített, mivel magának a Limaynak, valamint legfőbb mellékfolyóinak a forrásánál is természetes tavak helyezkednek el. A legmagasabb vízhozamot télen tapasztalhatjuk, amikor a környéken a legtöbb csapadék hull, de tavasz végén van egy másodlagos tetőzés is a hegyekben felhalmozódott hó olvadása során keletkező nagy mennyiségű víz lefolyása miatt.
Az 1960-astól az 1990-es évekig mind a Neuquén, mind a Limay folyón több vízerőmű is épült. A legjelentősebb víztározók a Limayon az Alicurá, a Piedra del Águila, a Pichi Picún Leufú és az Ezequiel Ramos Mexía.

## Képek

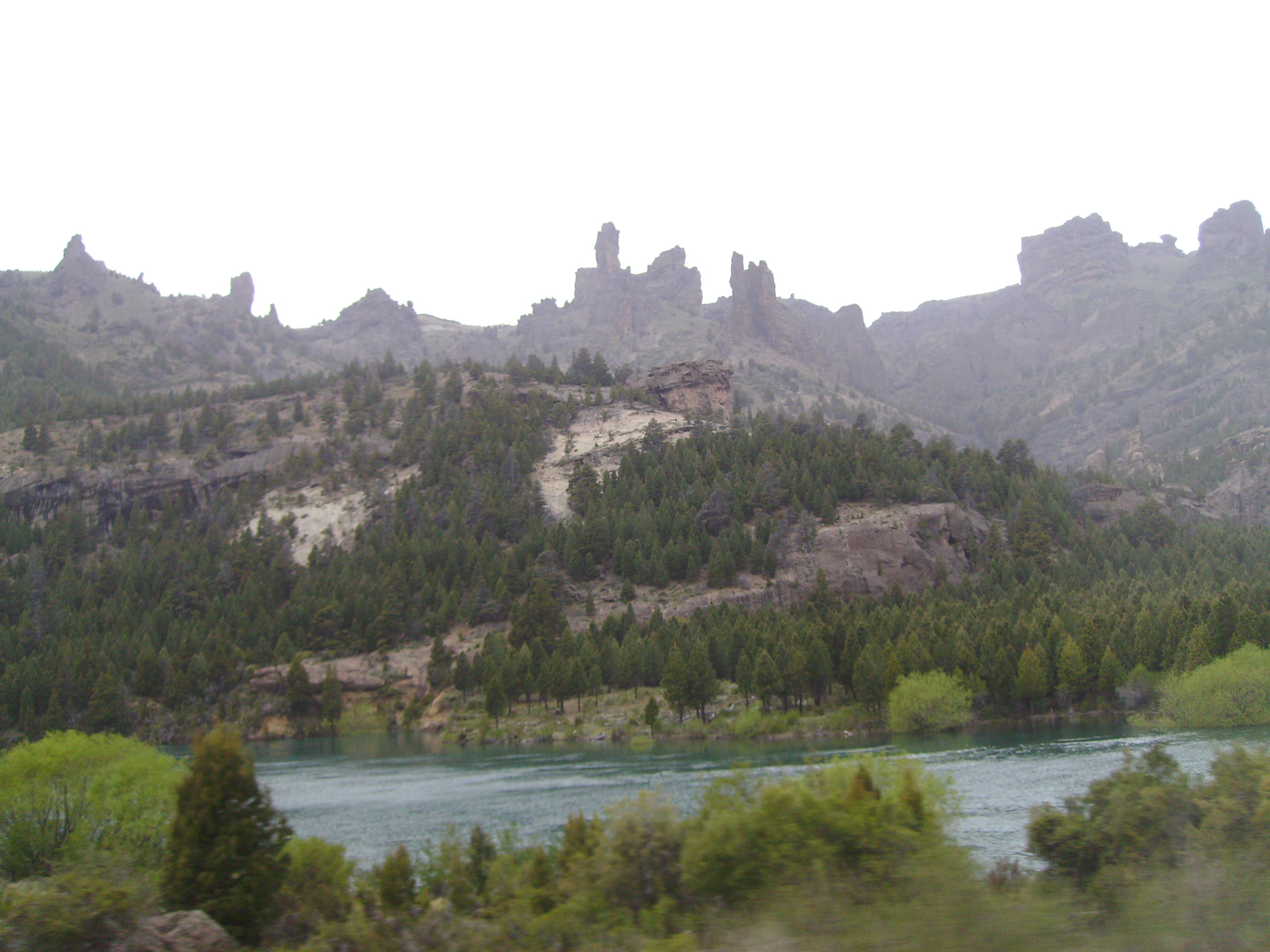
A Limay a Valle Encantado („elvarázsolt völgy”) nevű völgyben
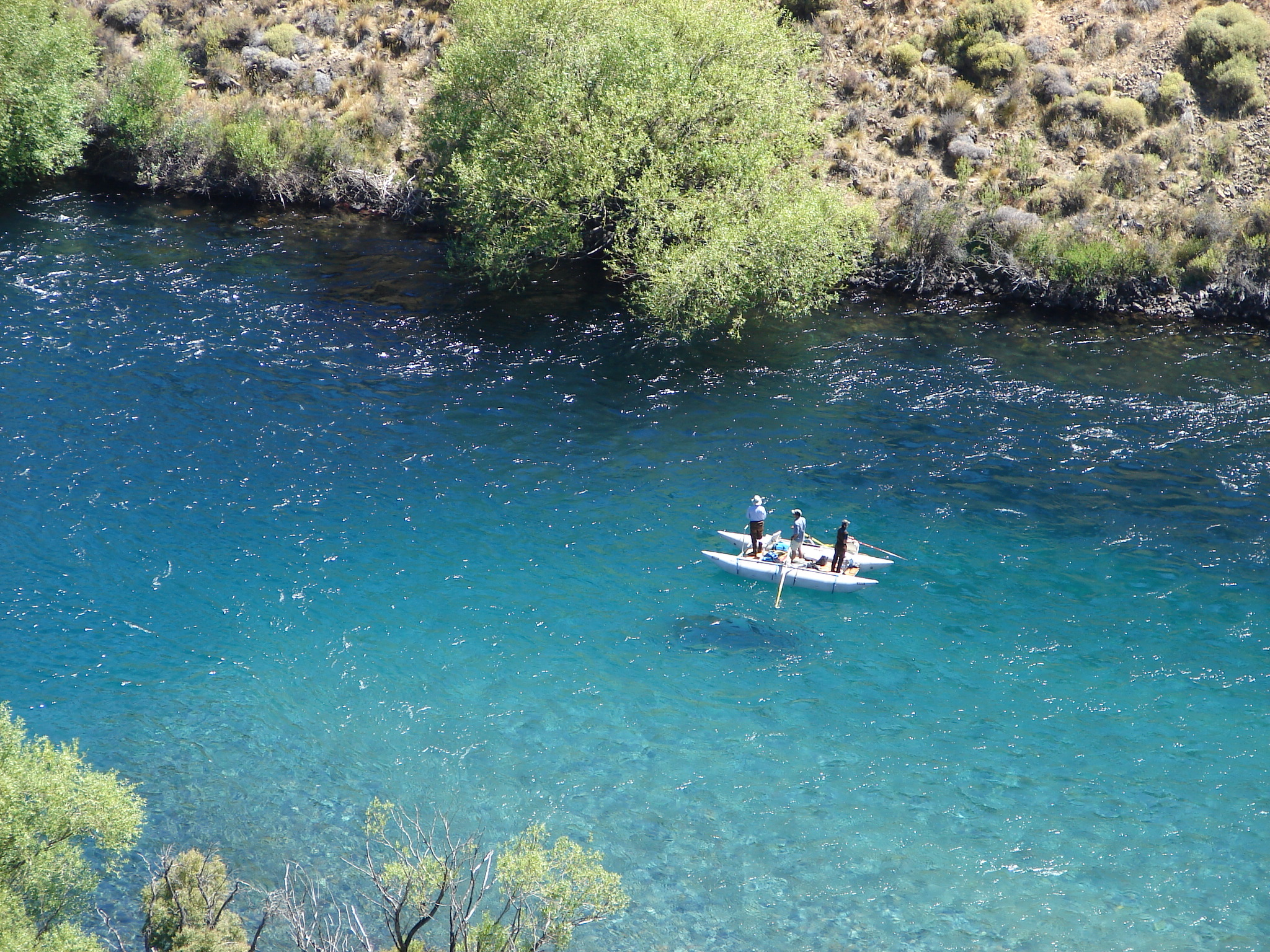
Horgászok a folyón
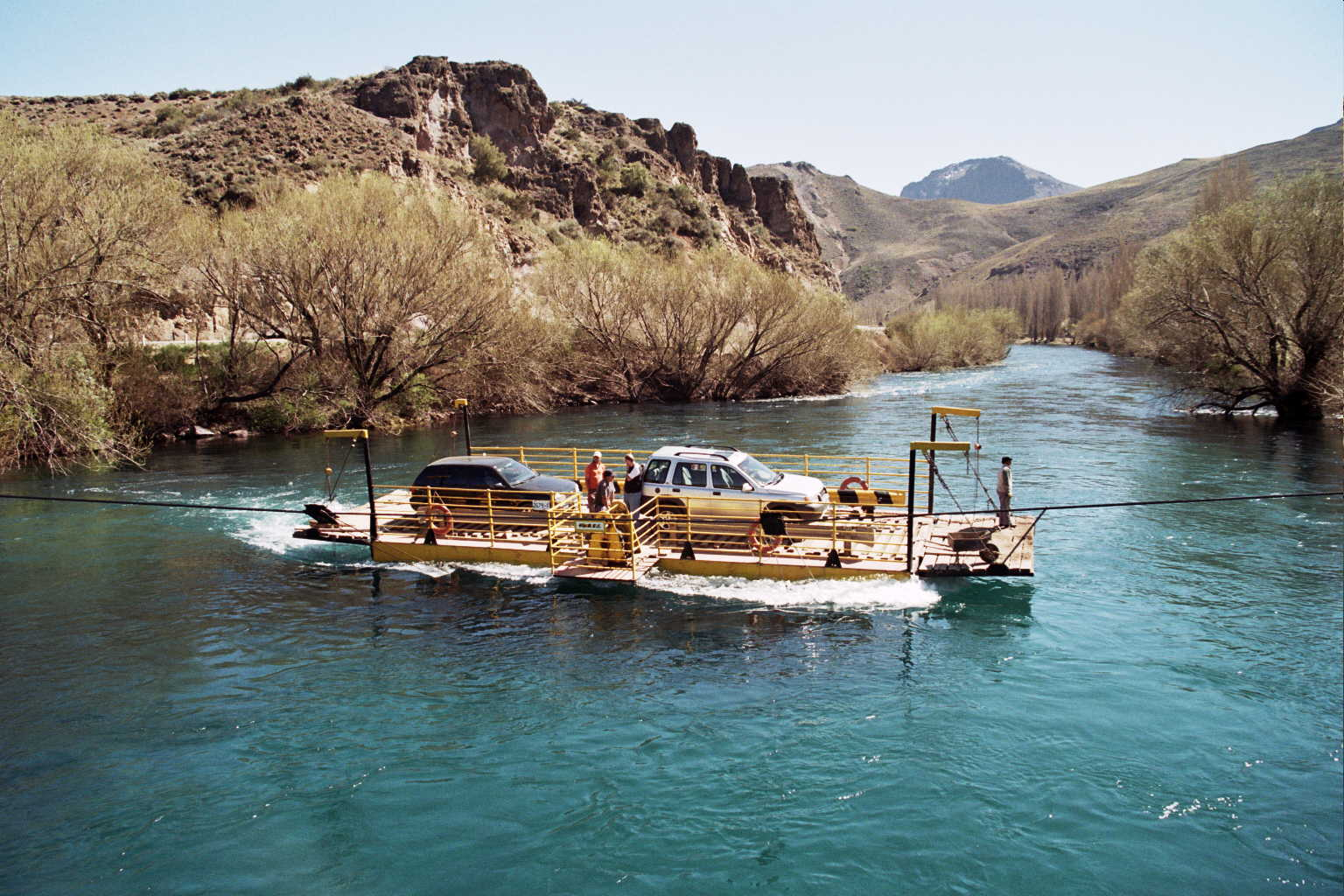
Komp Villa Llanquínnál
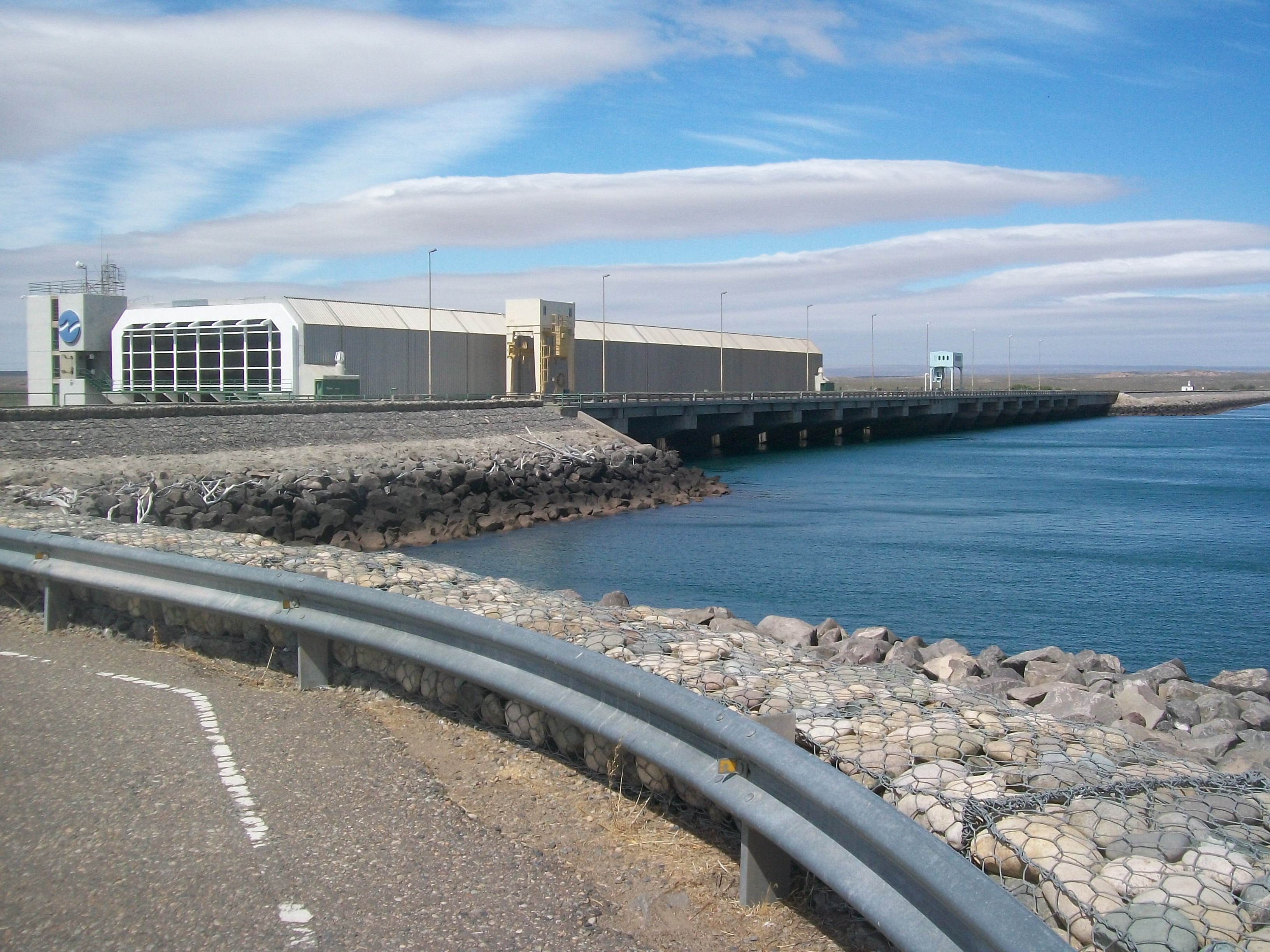
Gát Arroyítónál